# Chirita
Chirita är ett släkte av tvåhjärtbladiga växter. Chirita ingår i familjen Gesneriaceae.

## Dottertaxa tillChirita, i alfabetisk ordning[1]
- Chirita adenocalyx
- Chirita adenonema
- Chirita anachoreta
- Chirita angusta
- Chirita annamensis
- Chirita aratriformis
- Chirita asperifolia
- Chirita atroglandulosa
- Chirita atropurpurea
- Chirita auriculata
- Chirita baishouensis
- Chirita balansae
- Chirita bicolor
- Chirita bifolia
- Chirita bimaculata
- Chirita bogneriana
- Chirita brachystigma
- Chirita brachytricha
- Chirita brassicoides
- Chirita briggsioides
- Chirita brunnea
- Chirita caerulea
- Chirita caliginosa
- Chirita calva
- Chirita carnosifolia
- Chirita colaniae
- Chirita cordifolia
- Chirita corniculata
- Chirita crassituba
- Chirita cruciformis
- Chirita cyanea
- Chirita cycnostyla
- Chirita cyrtocarpa
- Chirita demissa
- Chirita depressa
- Chirita dibangensis
- Chirita dielsii
- Chirita dimidiata
- Chirita dissimilis
- Chirita drakei
- Chirita eberhardtii
- Chirita eburnea
- Chirita elata
- Chirita elphinstonia
- Chirita fangii
- Chirita fasciculiflora
- Chirita fimbrisepala
- Chirita flavimaculata
- Chirita floribunda
- Chirita fordii
- Chirita forrestii
- Chirita fruticola
- Chirita fulva
- Chirita gemella
- Chirita glabra
- Chirita glabrescens
- Chirita glasgovii
- Chirita grandibracteata
- Chirita gueilinensis
- Chirita guihaiensis
- Chirita halongensis
- Chirita hamosa
- Chirita hedyotidea
- Chirita heterostigma
- Chirita heterotricha
- Chirita hiepii
- Chirita hochiensis
- Chirita hookeri
- Chirita horsfieldii
- Chirita infundibuliformis
- Chirita insignis
- Chirita integra
- Chirita involucrata
- Chirita jiuwanshanica
- Chirita juliae
- Chirita lacei
- Chirita lachenensis
- Chirita lacunosa
- Chirita laifengensis
- Chirita langshanica
- Chirita latinervis
- Chirita lavandulacea
- Chirita laxiflora
- Chirita leei
- Chirita leiophylla
- Chirita leuserensis
- Chirita liboensis
- Chirita lienxienensis
- Chirita liguliformis
- Chirita limans
- Chirita linearifolia
- Chirita linglingensis
- Chirita liujiangensis
- Chirita longgangensis
- Chirita longicalyx
- Chirita longii
- Chirita longipedicellata
- Chirita lunglinensis
- Chirita lungzhouensis
- Chirita lutea
- Chirita luzhaiensis
- Chirita macrodonta
- Chirita macrophylla
- Chirita macrorhiza
- Chirita maguanensis
- Chirita marcanii
- Chirita medica
- Chirita micromusa
- Chirita minutihamata
- Chirita minutimaculata
- Chirita mishmiensis
- Chirita modesta
- Chirita mollifolia
- Chirita mollis
- Chirita mollissima
- Chirita monantha
- Chirita monophylla
- Chirita moonii
- Chirita nandanensis
- Chirita napoensis
- Chirita neoforbesii
- Chirita oblongifolia
- Chirita obtusidentata
- Chirita oculata
- Chirita ophiopogoides
- Chirita orthandra
- Chirita parvifolia
- Chirita peduncularis
- Chirita pinnata
- Chirita pinnatifida
- Chirita poilanei
- Chirita polycephala
- Chirita polyneura
- Chirita praeterita
- Chirita primulacea
- Chirita pseudoeburnea
- Chirita pseudoheterotricha
- Chirita pteropoda
- Chirita puerensis
- Chirita pumila
- Chirita pungentisepala
- Chirita purpureolineata
- Chirita pycnantha
- Chirita reptans
- Chirita ronganensis
- Chirita roseoalba
- Chirita rotundata
- Chirita rotundifolia
- Chirita rupestris
- Chirita sclerophylla
- Chirita secundiflora
- Chirita semicontorta
- Chirita sericea
- Chirita shouchengensis
- Chirita shuii
- Chirita sichuanensis
- Chirita sinensis
- Chirita skogiana
- Chirita smitinandii
- Chirita spadiciformis
- Chirita speciosa
- Chirita speluncae
- Chirita spinulosa
- Chirita subrhomboidea
- Chirita subulatisepala
- Chirita swinglei
- Chirita tamiana
- Chirita tenuifolia
- Chirita tenuipes
- Chirita tenuituba
- Chirita tibetica
- Chirita tobaensis
- Chirita tribracteata
- Chirita trisepala
- Chirita tubulosa
- Chirita umbrophila
- Chirita urticifolia
- Chirita walkerae
- Chirita wangiana
- Chirita varicolor
- Chirita wentsaii
- Chirita verecunda
- Chirita vestita
- Chirita villosissima
- Chirita viola
- Chirita xinningensis
- Chirita yungfuensis
- Chirita zeylanica